# Stojowice
Stojowice – wieś w Polsce położona w województwie małopolskim, w powiecie myślenickim, w gminie Dobczyce.
| SIMC    | Nazwa     | Rodzaj    |
| ------- | --------- | --------- |
| 0322130 | Krzyżówki | część wsi |
| 0322146 | Podgórze  | część wsi |
| 0322152 | Zabłocie  | część wsi |

W latach 1975–1998 miejscowość administracyjnie należała do województwa krakowskiego.
We wsi o powierzchni 249,7 ha zamieszkuje ponad 500 osób. Od południa wieś graniczy z Brzączowicami i Zakliczynem, od północy z Bieńkowicami i Nową Wsią, od zachodu z Czechówką i od wschodu z Dobczycami. Opodal wsi przebiega trasa z Bochni do Myślenic.
Herb Stojowic przedstawia kobietę stojąca przy międlicy (narzędzie służące do oddzielania paździerzy od włókna).
Na terenie wsi działa Ochotnicza straż pożarna. W latach 90. XX w. wybudowano kaplicę św. Faustyny. Wieś graniczy Jeziorem Dobczyckim.

## Zabytki
Obiekt wpisany do rejestru zabytków nieruchomych województwa małopolskiego.
- Figura - nagrobek braci Stojanowskich (1624).

### Inne zabytki
- Wyremontowany zespół dworski z resztkami dawnego parku, zabudowania mieszkalno-gospodarskie z XVIII, XIX i XX wieku;
- liczne figurki i kapliczki przydrożne.